# Janet Klein
Janet Klein (1º novembre 1977) è un'ex sciatrice nordica tedesca attiva sia nello sci di fondo sia nel biathlon.
È moglie di Jens Filbrich, a sua volta sciatore nordico di alto livello.

## Biografia

### Carriera nel biathlon
Iniziò praticando il biathlon; in Coppa del Mondo esordì il 3 marzo 1998 a Pokljuka (26ª) e ottenne l'unica vittoria, nonché unico podio, il 14 dicembre 2001 nella medesima località.

### Carriera nello sci di fondo
Dal 2002 si dedicò allo sci di fondo; in Coppa del Mondo esordì il 12 febbraio 2003 a Reit im Winkl (19ª) e ottenne il miglior piazzamento il 26 ottobre successivo a Düsseldorf (17ª).
Non prese parte né a rassegne olimpiche né iridate.

## Palmarès

### Biathlon

#### Mondiali juniores
- 2 medaglie:
  - 2 ori (staffetta, gara a squadre a Kontiolahti 1996)
  - 1 argento (staffetta a Forni Avoltri 1997)

#### Coppa del Mondo
- Miglior piazzamento in classifica generale: 57ª nel 1998
- 1 podio (a squadre):
  - 1 vittoria

##### Coppa del Mondo - vittorie
| Data             | Località | Nazione  | Spec.                                              |
| ---------------- | -------- | -------- | -------------------------------------------------- |
| 14 dicembre 2001 | Pokljuka | Slovenia | RL (con Katrin Apel, Andrea Henkel e Kati Wilhelm) |

Legenda:

RL = staffetta

### Sci di fondo

#### Coppa del Mondo
- Miglior piazzamento in classifica generale: 82ª nel 2003